# Baraundha
Baraundha (Baraunda, Barannda, auch Pathar-Kachhar) war ein Fürstenstaat der Central India Agency in der Region Bundelkhand von Britisch-Indien im heutigen Bundesstaat Madhya Pradesh. Das Fürstentum der Raghuvansi-Rajputen bestand seit dem 16. Jahrhundert. Baraundha war 1807–1947 britisches Protektorat. Thakur Raghubir Dayal Singh (1874–1886) wurde 1877 zum Raja erhoben.
Baraundha hatte 1901 eine Fläche von 565 km² und 16.000 Einwohner. Am 4. April 1948 schloss sich der Raja der Fürstenunion Vindhya Pradesh an und vollzog am 1. Januar 1950 den Anschluss an Indien. Am 1. November 1956 wurden alle Fürstenstaaten aufgelöst und Vindhya Pradesh dem Bundesstaat Madhya Pradesh zugeschlagen.

## Weitere Fürstenstaaten
siehe Liste indischer Fürstenstaaten